# La Grâce de Dieu (roman)
Pour les articles homonymes, voir La Grâce de Dieu.
La Grâce de Dieu est un roman de Jean Noli publié en 1977 aux éditions Julliard et ayant reçu le prix des Libraires l'année suivante.

## Éditions
- La Grâce de Dieu, éditions Julliard, 1977  (ISBN 2-260-00081-9).